# Stanisław Tuczyński
Stanisław Tuczyński de Wedel herbu własnego (zm. w grudniu 1694 roku) – kasztelan gnieźnieński w latach 1682–1694, stolnik inowrocławski w latach 1661–1672, starosta powidzki w 1676 roku.
Na sejmie abdykacyjnym jako poseł województwa kaliskiego 16 września 1668 roku podpisał akt potwierdzający abdykację Jana II Kazimierza Wazy. Poseł województw poznańskiego i kaliskiego na sejm grodzieński 1678–1679 roku.